# Chimarra lacroixi
Chimarra lacroixi är en nattsländeart som beskrevs av Navás 1921. Chimarra lacroixi ingår i släktet Chimarra och familjen stengömmenattsländor. Inga underarter finns listade i Catalogue of Life.